# منزل المقرعى (الشعر)

تعديل مصدري - تعديل

منزل المقرعى هي إحدى قرى عزلة الأ ملؤك بمديرية الشعر التابعة لمحافظة إب، بلغ تعداد سكانها 352 نسمة حسب تعداد اليمن لعام 2004.